# Pap Károly (ügyvéd)
Pap Károly (Felsőpálfalva, 1829. december 1. – Szécsény, 1900. december 21.) ügyvéd, megyei aljegyző, újságíró, lapszerkesztő. Nógrádi Pap Gyula ügyvéd és a Petőfi Társaság tagjának testvérbátyja.

## Életútja
Iskoláit Losoncon és Pozsonyban végezte; itt mint országgyűlési ifjú szerepelt Dessewffy Jób követ mellett. 1848-ban mint önkéntes honvéd Bem József erdélyi hadseregéhez került és részt vett annak majdnem minden csatájában. Azután mint menekült több társával a Mátrában bujdosott. A szentkúti pusztán fogták el a csendőrök. A besoroztatástól csak súlyos betegsége mentette meg. A Bach-korszakban visszavonultan mezőgazdasággal foglalkozott. 1861-ben Nógrád megye II. aljegyzője lett és mert a Schmerling-rendszerben nem akart szolgálni, ismét gazdaságára vonult. 1867-ben a vármegye megválasztotta I. aljegyzőjévé, később haláláig mint ügyvéd Nagyszécsényben működött.
Írt hírlapi cikkeket és tárcákat.
Szerkesztette az Ipoly c. ellenzéki lapot 1872. március 4-től 1874. január 30-ig Horváth Danóval Balassagyarmaton és később a Salgó-Tarjánt 1882-1883-ban Salgótarjánban.